# Juga acutifilosa
Juga acutifilosa är en snäckart som först beskrevs av Robert Edwards Carter Stearns 1890.  Juga acutifilosa ingår i släktet Juga och familjen Pleuroceridae. IUCN kategoriserar arten globalt som nära hotad.

## Underarter
Arten delas in i följande underarter:
- J. a. acutifilosa
- J. a. siskiyouensis